# تشارلز درولت
تشارلز درولت هو محامي وسياسي كندي، ولد في 8 مايو 1795، وتوفي في 22 سبتمبر 1873. انتخب Member of the  Legislative Assembly of Lower Canada ‏ (6 فبراير 1836 – 27 مارس 1838).